# Regió vitícola de l'Alt Douro
La regió vitícola de l'Alt Douro (en portuguès: Região Vinhateira do Alto Douro) està situada a la regió Trás-os-Montes e Alto Douro, situada a l'àrea nord-est de Portugal. La regió són més de 26.000 hectàrees i està inscrita per la UNESCO a la llista del Patrimoni de la Humanitat el 2001 pel seu paisatge cultural.
Aquesta regió, que està banyada pel riu Duero i forma part de l'anomenada regió del Duero (Duero vitivinícola), produeix vi fa més de 2.000 anys, entre els quals és famós el vi de Porto. La llarga tradició de viticultura ha produït un paisatge cultural de bellesa excepcional, que reflecteix la seva evolució tecnològica, social i econòmica.
L'àrea classificada abasta 13 municipis: Mesão Frio, Peso da Régua, Santa Marta de Penaguião, Vila Real, Vila Flor, Alijó, Sabrosa, Carrazeda de Ansiães, Torre de Moncorvo, Lamego, Armamar, Tabuaço, São João da Pesqueira i Vila Nova de Foz Côa, i representa el deu per cent de la Região Demarcada do Douro.